# Исанчурин, Ахмет Ресмухаметович
Ахме́т Ресмухаме́тович Исанчу́рин (баш. Әхмәт Рыҫмөхәмәт улы Иҫәнсурин; 1897—1938) — советский государственный деятель. Народный комиссар просвещения Башкирской АССР. Входил в состав особой тройки НКВД СССР.

## Биография
Родился 30 октября 1897 года в деревне 1-е Имангулово Оренбургского уезда Оренбургской губернии (ныне Октябрьского района Оренбургской области) в крестьянской семье. Согласно «Книге памяти Республики Башкортостан», по национальности башкир.
В 1915—1918 году в составе русской армии принимал участие в Первой мировой войне, а в 1919—1922 годах в составе РККА — в Гражданской войне в России. В 1920 году стал членом РКП(б).
В 1922—1924 и 1926—1928 годах учился в Коммунистическом университете трудящихся Востока имени И. В. Сталина, который окончил в 1928 году.
В 1924—1926 годах работал в структурах ВКП (б) — в Уральской области, с 1928 года — в Башкирской АССР. В 1928—1929 годах являлся представителем ЦК ВКП(б) при Башкирском областном комитете ВКП(б).
С 1929 года заведовал агитационно-пропагандистским отделом Тамьян-Катайского кантонного комитета ВКП(б), а с 1930 года являлся народным комиссаром просвещения Башкирской АССР.
В 1930—1931 годы заведовал отделом кадров Башобкома ВКП(б), а в 1931 году назначен 2-м секретарём Башобкома ВКП (б). Избирался членом ЦИК Башкирской АССР VIII и XI созывов. 
26 января—10 февраля 1934 года делегат XVII съезда ВКП(б) с решающим голосом от Башкирской парторганизации.
В 1935 году был награждён орденом Ленина.
1937 год отмечен вхождением в состав особой тройки, созданной по приказу НКВД СССР от 30.07.1937 № 00447 и активным участием в сталинских репрессиях.
Репрессирован как башкирский буржуазный националист. 17 сентября 1937 года в газете «Правда» была опубликована статья Л. Перевозкина «Кучка буржуазных националистов в Башкирии», в ней говорилось о том, что практически весь партийно-хозяйственный аппарат республики состоит из «буржуазных националистов», «валидовцев». В тот же в день в газете «Известия» вышла статья «Башкирские буржуазные националисты и их защитники». В октябре 1937 года в Уфу прибывает секретарь ЦК ВКП(б) А. А. Жданов, и обвиняет руководство обкома республики в том, что оно не ведёт борьбу с врагами народа и даже «выгораживает» их. 6 октября 1937 года Ахмет Исанчурин был арестован, а 10 июля 1938 года расстрелян. Реабилитирован в мае 1956 года.